# Церковь Григория Неокесарийского (Иркутск)
Це́рковь Свято́го Григо́рия Неокесари́йского — православный храм в Иркутске, расположенный в историческом центре города, на Краснофлотском переулке во дворе Троицкой церкви.
В 1802 году в ограде Троицкой церкви по проекту архитектора Антона Лосева была заложена церковь во имя Святого Григория, епископа Неокесарийского. Церковь Григория Неокесарийского — первая в Иркутске церковь в стиле классицизма, а также первая и единственная в Иркутске церковь, имеющая в основе композиции ротонду.